# Chovinismo planetario

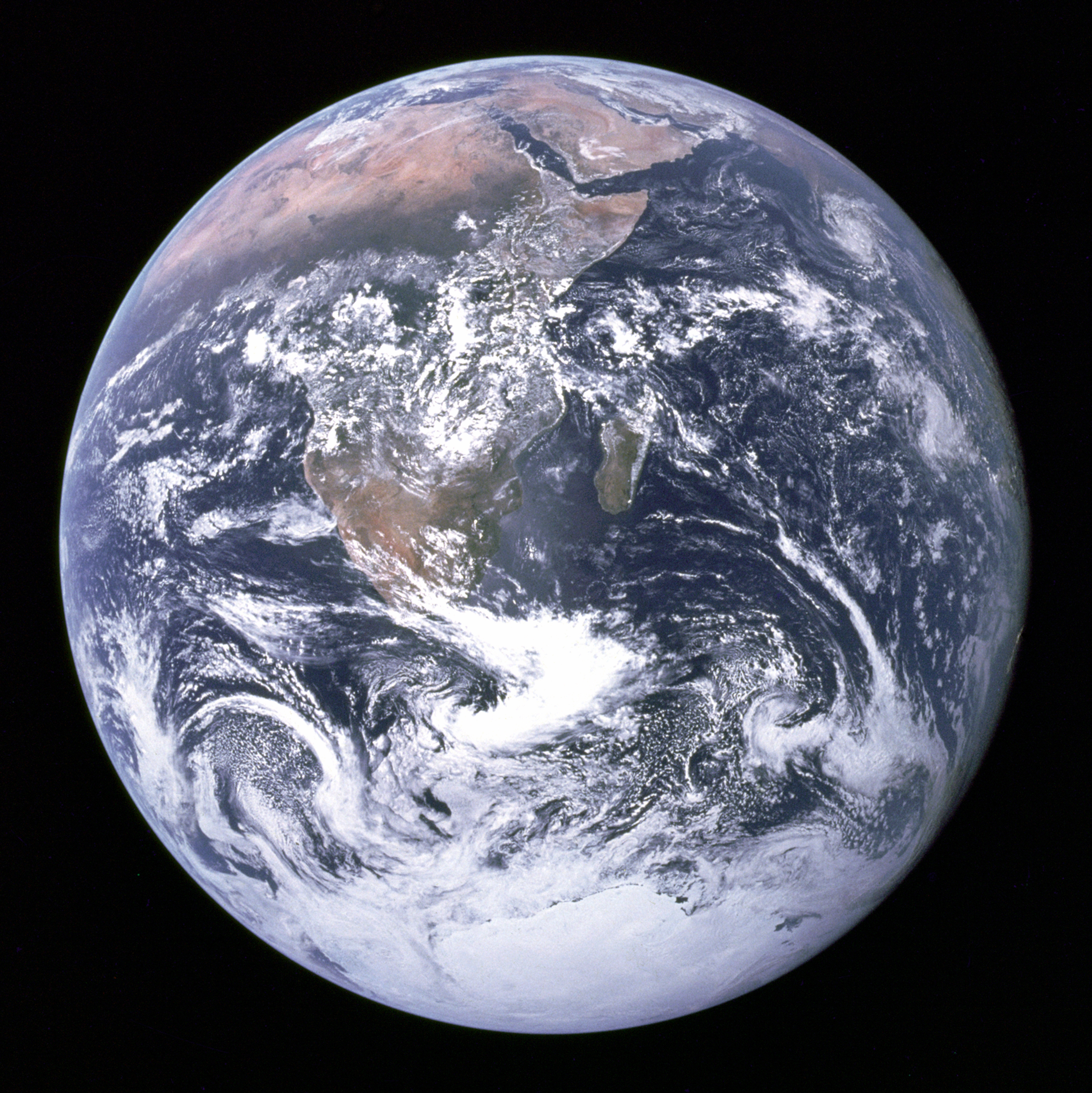
La Tierra vista desde el Apolo 17.

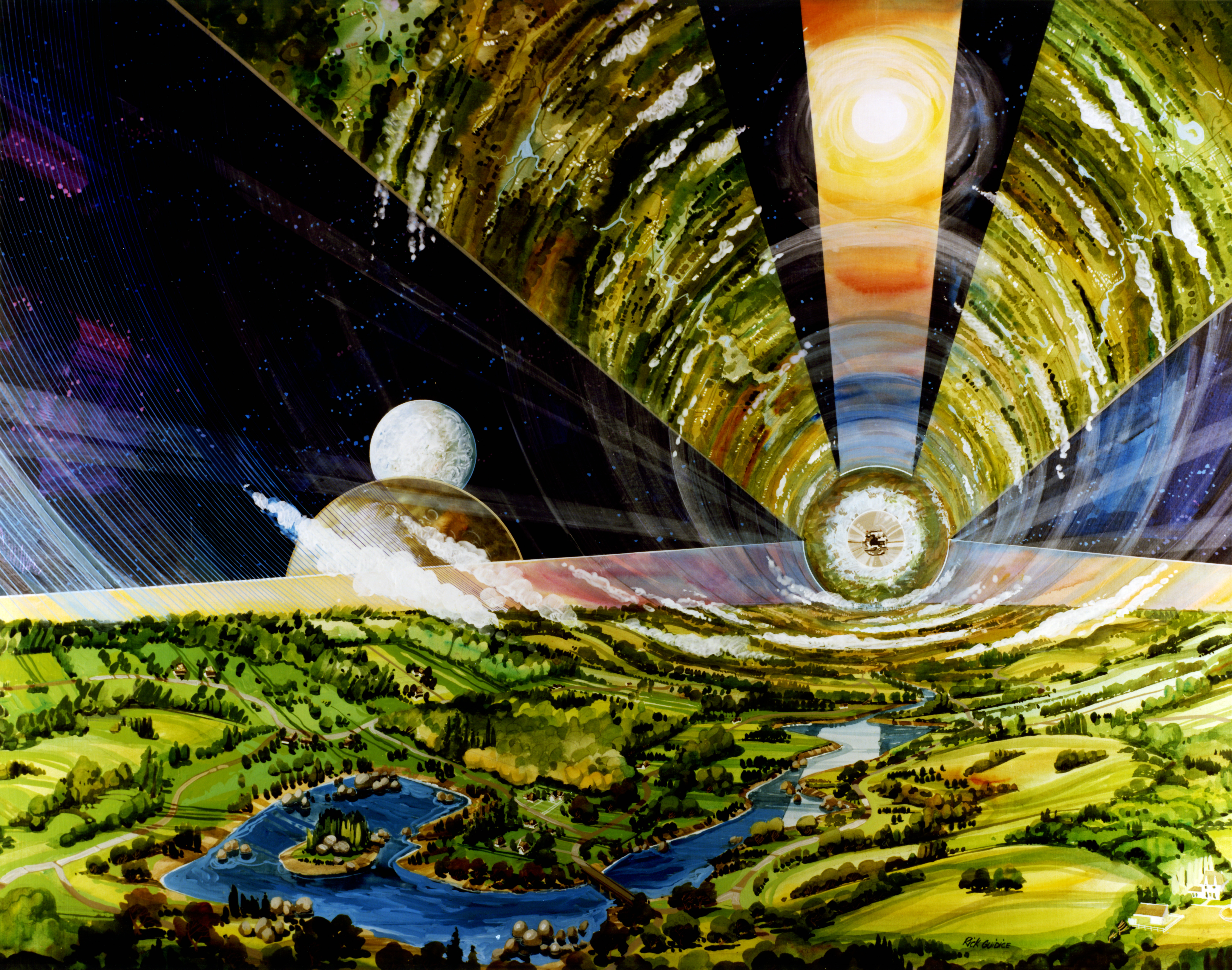
Un ejemplo de un cilindro de O'Neill, según lo previsto por NASA Ames.

El chovinismo planetario es la creencia de que la sociedad humana siempre estará basada en el planeta (incluso si se extiende más allá de la Tierra), y pasa por alto o ignora los beneficios potenciales de la vida en el espacio. La idea puede extenderse a la sociedad alienígena en general. Es decir, deberíamos esperar que la sociedad alienígena esté basada en planetas. La acuñación del término a menudo se atribuye a Isaac Asimov, pero en una entrevista con Bill Boggs, Asimov menciona que lo escuchó de Carl Sagan. El contraargumento es que todos los beneficios de un planeta se pueden lograr en el espacio, generalmente mediante una estructura tipo cilindro de O'Neill.
Una versión aún más limitada del chovinismo planetario es el chovinismo de la estrella G. Esta es la suposición de que la vida inteligente siempre evolucionará en sistemas estelares similares al nuestro. Es decir, en estrellas de clase espectral G. Carl Sargan criticó esta creencia alegando que la vida inteligente tiene más posibilidades de evolucionar en las estrellas más longevas. Eso sugiere que las estrellas de clase M y clase K son candidatas más probables, no solo por su tiempo de vida, sino también porque son mucho más numerosas que las estrellas de clase G.